# Bengaliska kalendern
Bengaliska kalendern är en solkalender som användes i den historiska provinsen Bengalen. Det finns två olika bengaliska kalendrar. Den ena är reviderad och används fortfarande som den officiella kalendern i Bangladesh. Den andra oförändrade kalendern används i de Indiska provinserna Västbengalen, Tripura och Assam. 
Ett nyår i den bengaliska kalendern kallas för Poyla Boishakh.